# Grand Hôtel des Îles Borromées
Pour les articles homonymes, voir Grand Hôtel.
Le Grand Hôtel des Îles Borromées est un hôtel historique, en activité depuis 1863, situé à Stresa sur le lac Majeur, en Italie.

## Histoire
L'hôtel est créé par les frères Omarini pendant les années qui ont suivi l'unification italienne. Les Omarini achètent en 1860 des terrains face à l'Isola Bella, et construisent entre 1861 et 1863 leur auberge. Les travaux terminent avec l'inauguration de l'hôtel samedi 21 mars 1863.
À la suite de l'ouverture du tunnel du Simplon en 1906, le nombre de visiteurs de l'hôtel s'accroît. Ainsi, le bâtiment est agrandi : en 1908 on agrandit la véranda, tandis qu'on ajoute trois étages entre 1911 et 1912.
Après avoir séjourné à Stresa en 1918, l'écrivain américain Ernest Hemingway a situé une partie de son roman L'Adieu aux armes dans l'hôtel.

## Description
Le bâtiment de l'hôtel présente des éléments décoratifs élaborés.

## Galerie d'images

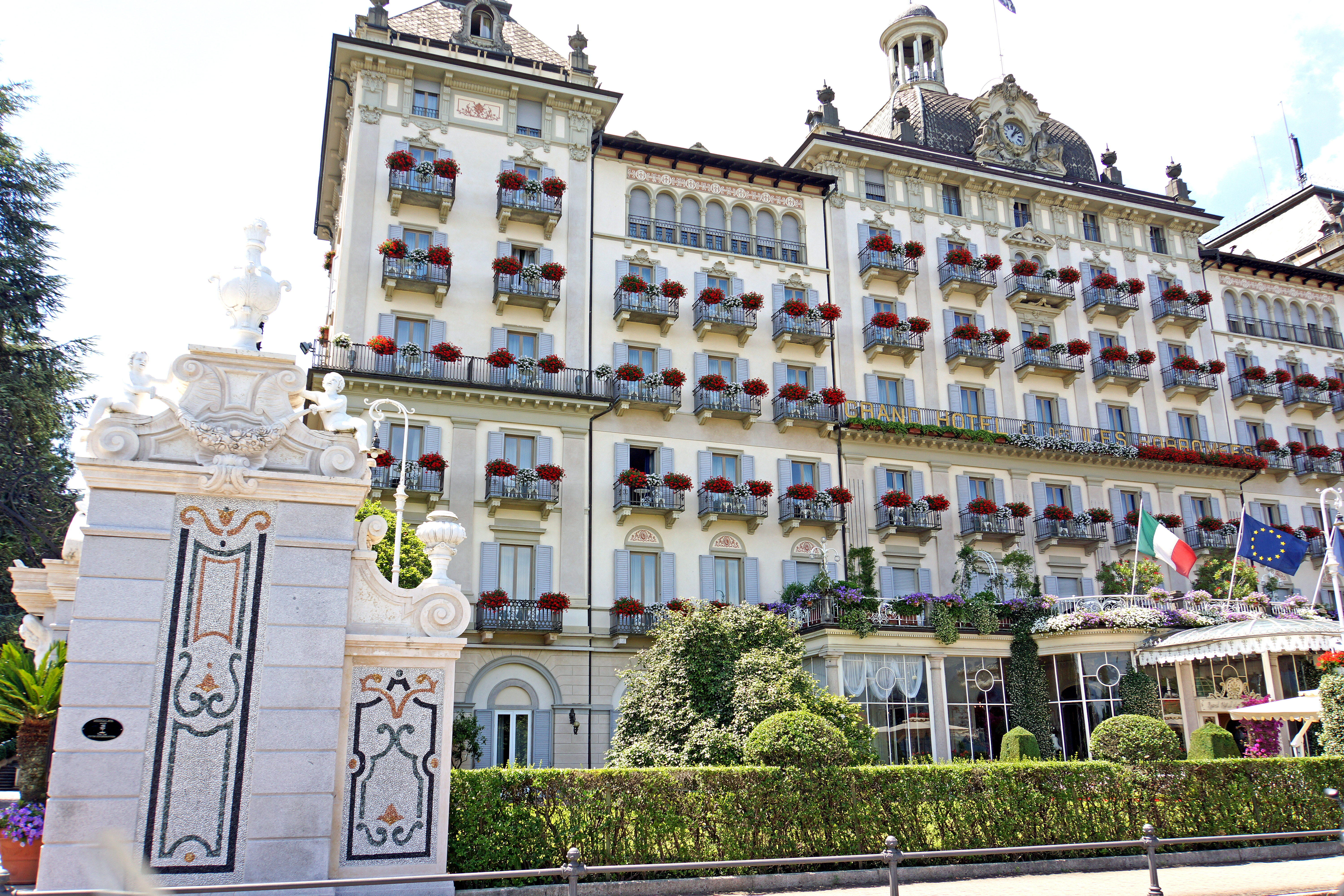
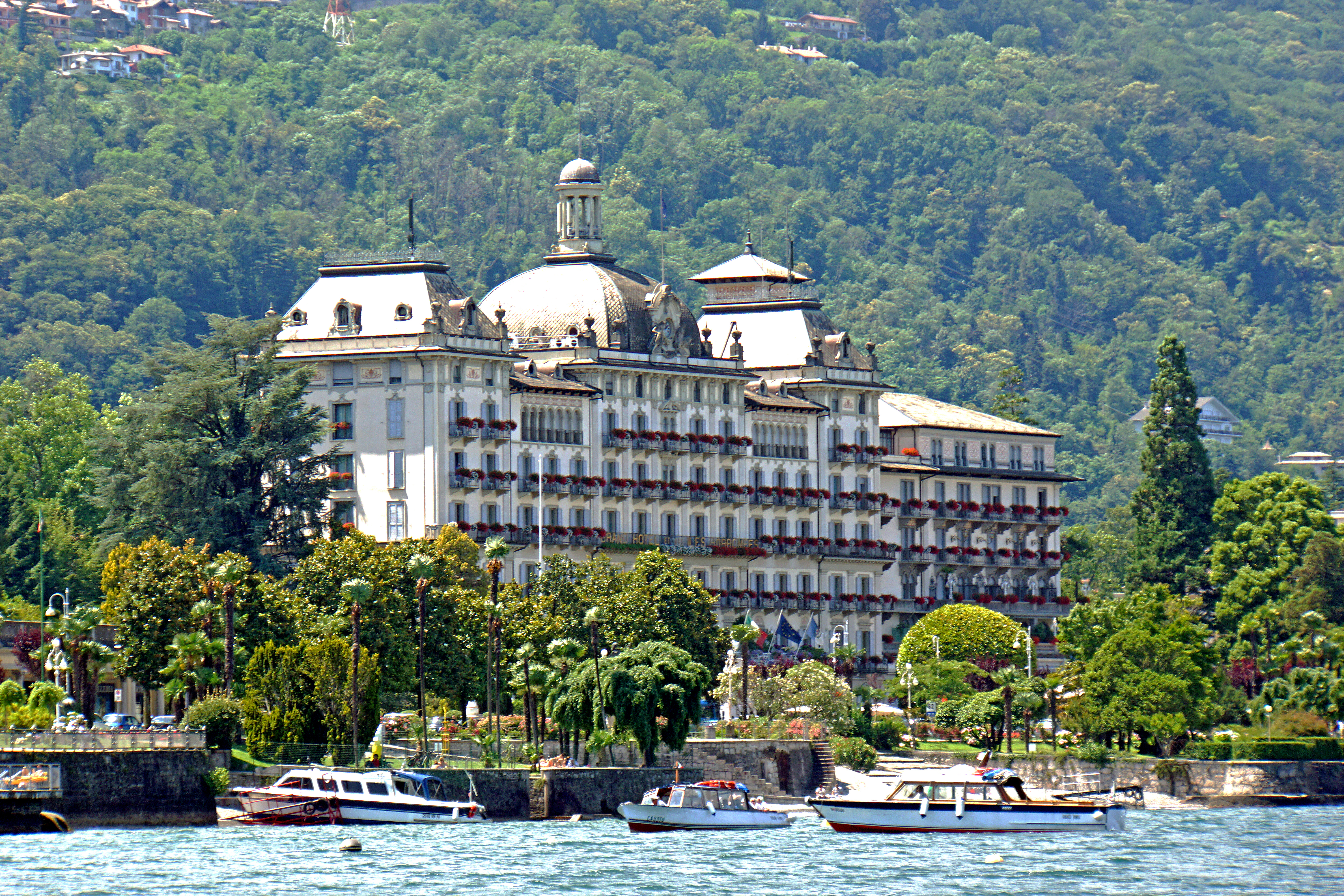
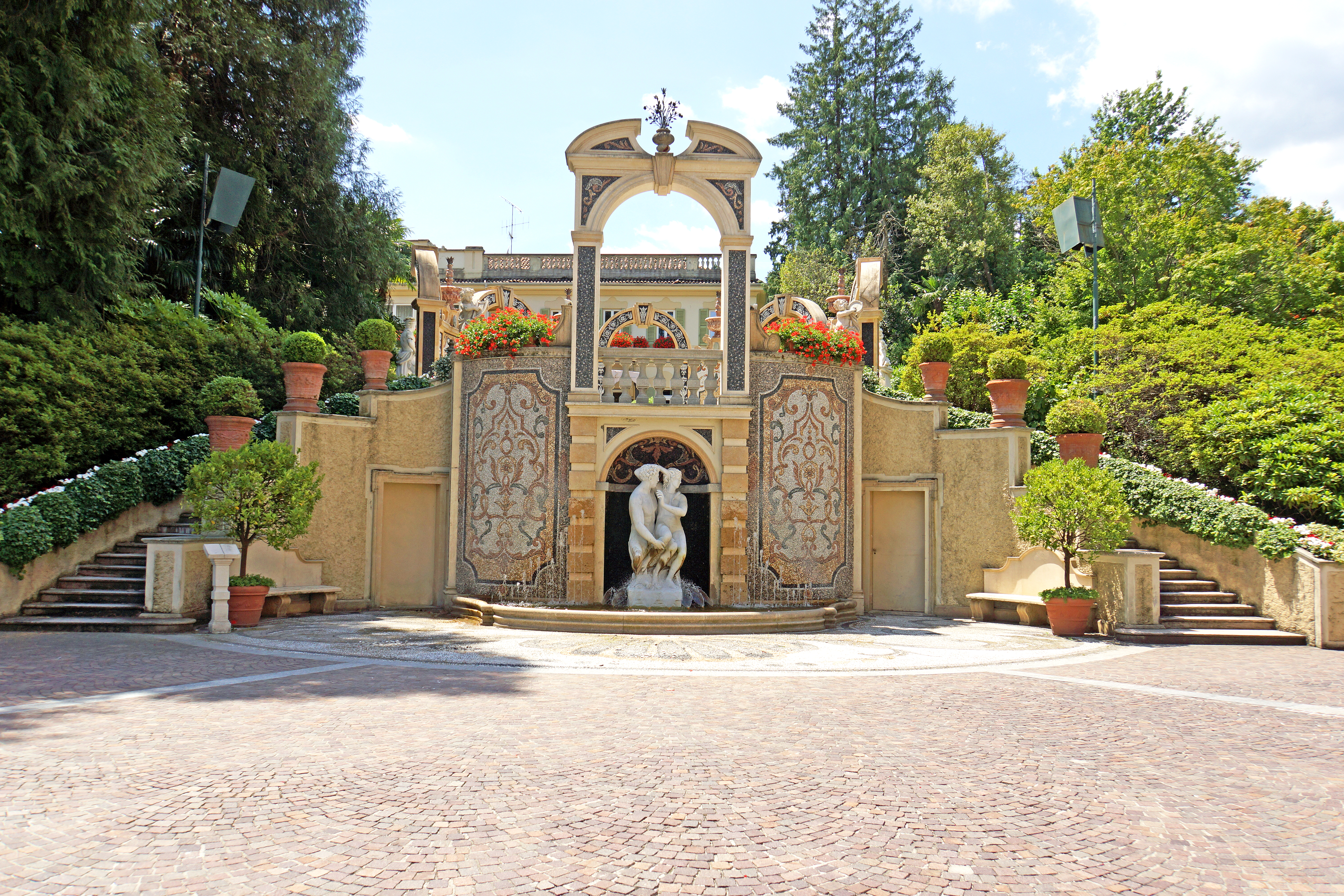